# انقلاب 5 يوليو 1977 بباكستان
قام قائد الجيش محمد ضياء الحق بانقلاب 5 يوليو عام 1977 في باكستان والمعروف ايضاًٌ ب«عملية اللعب النظيف» والذي أطاح من خلاله بحكومة رئيس الوزراء ذو الفقار علي بوتو. أدى هذا الانقلاب إلي إنشاء حكومة نظام عسكري استبدادي بقياده ضياء الحق الذي استمر في السلطة ما يقرب من إحدي عشر عاماً حيث قام بتأسيس نظام عسكري وإسلامي غير مسبوق في المجتمع الباكستاني .
حدث هذا الانقلاب علي خلفيه الانتخابات التشريعية التي انتهت بفوز ساحق لحزب الشعب الباكستاني مما أثار احتجاج الشعب وقيام مظاهرات اعتراضا علي نتائجها. حاولت الحكومة قمع هذه الاحتجاجات الا انها اضطرت في نهاية الامر قبول التفاوض مع المعارضة كما استطاع الجيش الإستيلاء علي السلطة وقمع الحكومة السابقة والمعارضة ايضاً. وفي الرابع من أبريل عام 1979، تم إعدام علي بوتو.
يعتبر النظام الذي انشأه ضياء الحق بداية من 1977 وحتى 1988 أكثر قمعا وتحفظا علي الإطلاق من تلك الأنظمة العسكرية الثلاث السابقه التي شهدتها البلاد. لاقى ضياء الحق حتفه في حادث تحطم طائرته في السابع عشر من أغسطس عام 1988. ومن ثمّ تم عقد انتخابات تشريعية والتي انتهت بفوز حزب الشعب الباكستاني بقياده بينظير بوتو، ابنه رئيس الوزراء المخلوع والمعروفة بموقفها المعارض للجنيرال ضياء.

## خلفية تاريخية

### ظهور قوة مدنية قوية
اتسمت الفترة التي سبقت انقلاب 1977 بظهور قوة مدنية جديدة وهو امر غير معهود في باكستان الذي اعتادت منذ استفلالها قبل ثلاثون عاماًعلي عدم الاستقرار السياسي وتأثير القوي العسكرية عليها. وفي واقع الامر، ضعف الجيش الباكستاني بعد أكثر من عشره أعوام من الحكم العسكري لكلا من الجنرال أيوب خان ويحي خان وذلك في الفترة من عام1958إلي 1971 وخاصه بعد هزيمه باكستان في حربها الثالثه مع الهند التي أدت إلي هزيمة القوات المسلحة وانفصال باكستان الشرقية تحت مسمي بنغلاديش عام 1971. وفي الوقت نفسه، استطاع ذو الفقار علي بوتو الوزير السابق لأيوب خان أن يجمع حوله عدداً من الحركات اليسارية المعارضة للنظام العسكري  فضلا عن التفاف الشعب حوله لوعوده بتقدم الحالة الاجتماعية للطبقات العامة بمناسبة الانتخابات البرلمانية عام 1970. انتهت تلك الانتخابات بفوز حزبه (حزب الشعب الباكستاني) باستثناء أحد الشخصيات الباكستانية الشرقية الانفضالية. ونتيجه لذلك لضعف موقف الجنرالات مما اضطرهم إلي ترك اماكنهم للمدنيين تبعا لنتائج الانتخابات البرلمانيه 1970. وعلي غرار ذلك، أصبح بوتو رئيساً للجمهوريه في العشرين من ديسمبر عام 1971. قام بوتو بإنهاء الأحكام العرفية بعد توليته الحكم بعدة أشهر. وفي الرابع عشر من أغسطس 1973، دعي بوتو للتصويت علي دستور جديد يمنح البلاد نظام برلماني وقامت الجمعية الوطنية بانتخابه كرئيسا للوزراء مما جعله يمتلك أكبر منصب استراتيجي للسلطه التنفيذيه. بينما تولي فضل الهي شودري الرئاسة خلفا عنه. قام بوتو بفرض سلطاته تدريجيا خاصه من خلال إنشاء صلاحيات مدنيه ضد الجيش. وفي عام 1972، أنشا بوتو قوات أمن اتحادية ووكالة استخبارية فيدرالية 1975 تحت سيطهره حكومته. ومن هذا المنظور أيضا، عين بوتر محمد ضياء الحق قائداً للجيش في مستهل عام1967 كما اعطي أوليه للعديد من ضباط الجيش للحصول علي وضع أفضل. وكان اختيار بوتو ل محمد ضياء الحق في المقام الأول لانه كان ينظر اليه كرجل متواضع ومسيس.

### التنازع بشأن الانتخابات
```
وبمرور الوقت، اتهم الرئيس 
ذو الفقار علي بوتو
 بتركيز السلطة والانجراف السلطوي خاصه الإساءة إلي المعارضة السياسية.
[
6
]
 وقد تم اعتقال وسجن العديد من المعارضيين السياسيين كما في «محكمه 
حيدر آباد
 » التي تستهدف العسكريين البتشوخان عبد الوالي خان وولده
[
7
]
 اسفنديار والي خان.وفي ظل عقد اتتخابات لولاية ثانية في منتصف عام 1977، قام علي بوتو بإلقاء خطاب متلفز في 7 يناير 1977 معلنا تقدم الانتخابات بهدف الغاية المزعومة من أخذ المعارضة علي حين غرة. وفي 10 يناير، اعلنت المحكمة بانه يجب ان يقدم المرشحين اوراقهم في غضون اثني عشر يوما فقط.
```

بدأ علي بوتو حملته الانتخابية في الرابع من يناير والتي تستهدف بشكل رئيسي الأوساط الشعبية، وعد بوتو الشعب بالمضي قدما في الاصلاحات الاشتراكية خاصة الحماية في العمل وتقاسم الأراضي الزراعية.ومع ذلك، تحالف بوتو مع عدد من كبار ملاك الأراضي الزراعية والمستثمرين في الدوائر الانتخابية مستبعدا الشخصيات القديمة والجناح اليساري للحزب. وبالرغم من ذلك، منذ الحادي عشر من يناير، اجتمع تسع من الاحزاب المعارضة داخل التخالف الوطني الباكستاني. تضم هذه الحركة فصائل مختلفة من الجماعات الإسلامية والمحافظة وخاصة التقدمية بهدف معارضة السلطة. وفي 7 مارس 1977، اعلنت النتائج الرسمية فوز حزب الشعب الباكستاني الذي حصل علي 60% من الاصوات شاغلا بذلك ثلاثه أرباع المقاعد بالجمعية القومية. ادانت المعارضة فور اعلان النتائج العديد من عمليات التزوير بالإضافة إلي استخدام وسائل الدولة اثناء الحملة الانتخابية للحكومة. وكان بوتو قد امر الاجهزة السرية بالتلاعب في نتائج الانتخابات مما ادي إلى حدوث نتائج غير متوقعة.

## انقلاب

### اضطرابات واحكام عرفية
في اعقاب الانتخابات التشريعية في 7 مارس 1977، سارعت احزاب المعارضة المختلفة لاطلاق حمله كبيرة داخل البلاد للتنديد بنتائج الانتخابات حيث احتشد نشطاء الاحزاب الدينية مثل الجماعة الاسلاميه لهذا الغرض. ثم حاول ذو الفقار علي بوتو استخدام استراتيجيات مختلفة واعداً بإضفاء الطابع الديني للبلاد رداً علي المعارضة كما قام بقمع هذه الاحتجاجات. ومن ثمّ، فقد تم منع تجمع أكثر من خمس اشخاص فضلا عن فرض حظر التجول والحظر العسكري في الثاني والعشرين من أبريل في ثلاث مدن: كراتشي وحيدر آباد ولاهور. قامت 26 نقابة ايضاً ًًبتنظيم اضراب وتبعهم احدي ونصف مليون عامل في مدينه كراتشي. اسفرت المواجهات بين حزب الشعب الباكستاني ومواليّ المعارضة عن وفاه أكثر من مائتي شخص في حين حاول الجيش المقاومة وحفظ السلام.
```
بينما اعتمدت السلطة علي القوة الفيدرالية لمواجهة المعارضة كما بحثت عن دعم الضباط العسكريين الذي قرر بوتو رفع اجورهم.
[
10
]
 وفي الثاني من يونيو، ابطلت المحكمة الاحكام العرفية واصبح بوتو في موقف منعزل.
[
10
]
```

### قلب السلطة
```
وفي ظل ضعف موقف حكومة 
ذو الفقار علي بوتو
 ، اظطرت إلي إبرام اتفاقية بصدد الإنتهاء بداية شهر يوليو للتفاوض مع المعارضة والتي تنص علي إجراء انتخابات جديدة تحت إشراف هيئة مستقلة ومحايدة. ومع ذلك، قام الجيش بانقلاب تحت مسمي اللعب النظيف في الرابع والخامس من يوليو
[
10
]
 بقيادة قائده 
محمد ضياء الحق
 وذلك بعد التشاور مع احدي عشر 
فيلق
 لضمان ولائهم. سيطر الجيش علي نقاط إستراتيجيه مختلفه في العاصمة 
اسلام آباد
 كما تم اعتقال إحدي عشر شخصيه من 
حزب الشعب الباكستاني
 من بينهم رئيس الوزراء بوتو وتسع من المعارضة. وقد تم علي الفور إعلان الاحكام العرفيه وحل الجمعيات في السادس من يوليو وتعليق العمل 
بالدستور
 وإلغاء القانون العام.
[
11
]
```

```
حدث هذا الانقلاب دون أيه صعوبه أو عنف. واصبخ ضياء الحق الحاكم الذي يستطيع وحده حل الازمه السياسيه
[
12
]
 منددا بعدم كفاءه جميع السياسيين بشكل اجمع. قام ضياء الحق بالقاء خطاب متلفز في الأول من ديسمبر معلنا من خلاله انه يمكته حفظ وحده البلاد بجهود القوات المسلحة وليس السياسيين. لقب ضياء الحق برئيس الاحكام العرفيه مما جعله يتولي مقدمه السلطة التنفيذيه. ولم يعلن بعد ذلك عن ايه توقعات سياسيه، كما وعد بإجراء انتخابات في غضون ثلاثه أشهر.
[
11
]
 وفي 10 نوفمبر 1977، قضت المحكمة العليا بالإجراء القانوني القائم علي مبدأ الضرورة ولكنها سرعان ما طالبت بالعودة الي الديمقراطية.
```

### تسويف وتطهير
وعد الجنرال ضياء الحق بفتره انتقاليه عسكريه مؤقته، الا انه أعلن العودة إلي السلطة المدنية عقب الانتخابات المقرر ٳجراؤها في شهر أكتوبر.وقد قام ضياء الحق بإطلاق سراح ذو الفقار علي بوتو الذي توقع ٲنه سيفقد مصداقيته في الانتخابات. سارع بوتو بإطلاق حملته الانتخابية ولقي ترحيب حار من مؤيديه في اقليم السند والسنجاب. انتقد بوتو المعارضة والسلطة العسكرية ووعد بإقامه العدالة علي ضياء الحق. وفي الثالث من سبتمبر، قام الجيش باعتقال بوتو مرة ثانية بتهمة إجازته لقتل معارض سياسي عام 1974 والتحقيق معه بشأن تزوير الانتخابات عام 1977. ويصرح ضياء أيضا علي انه لن يتم إجراء أي اقتراع جديد قبل فصل المحكمة بشأن التهم الجنائية الموجهة لبوتو ومعاونيه السابقين. كما وضع حدا لتلك المرحلة الانتقالية السياسية التي وعد بها. وفي ذلك الوقت، استخدم الجيش سياسة ذات طابع عسكري غير معهودة كما قام بعمليات تطهير عنيفة غي مشهوده في تاريخ باكستان. وفي الأول من أكتوبر، تم إلغاء الانتخابات نهائيا ومنع الأنشطة السياسية كما تم فرض رقابه علي وسائل الاعلام. بينما قضت المحكمة العليا بإعدام علي بوتو في 18 مارس 1978. بدأت عائلته في تقديم دعاوي لاستئناف الحكم ولكن بلا جدوي. وفي 4 أبريل 1979، تم اعدام بوتو شنقا في سجن روالبندي بعدما رفض ضياء الحق الدعاوي الدولية في العفو عن بوتو خاصه الولايات المتحدة وفرنسا والاتحاد السوفيتي. وفي غضون ذلك، عين ضياء الحق حكومة تكنوقراطية في صيف 1978 واصبح رئيسا رسميا للبلاد في 16 سبتمبر 1978بعد استقالة رئيس الدولة السابق فضل إلهي شودري.

## ردود أفعال دولية
```
لم يلقي انقلاب 5 يوليو ردود افعال قويه علي المستوي الدولي.ادان 
الاتحاد السوفيتي
 ذو علاقه وثيقه مع السلطة السابقة هذا الانقلاب. تعددت ردود الافعال الدولية بشأن ٳعدام 
ذو الفقار علي بوتو
 حيث طالبت ما لا يقل عن 27 دوله بالعفو عنه من بينهم دول القوي العظمي كالولايات المتحدة والاتحاد السوفيتي والدول الحليفة لدوله باكستان مثل 
الصين
 
والمملكه العربية السعودية
 مما اثارت هذه الضغوط غصب 
محمد ضياء الحق
 الذي رأي في ذلك تدخل للسياسيين الاجانب. ومع ذلك، كان موقف الولايات المتحدة أكثر مرونة حيث اتخذت البلاد عده إجراءات انتقاميه في اعقاب احداث العنف كما قررت فرض عقوبات عام 1979 وخاصه المتعلقة بالتطور النووي للبلاد.عقب التدخل السوفيتي في 
افغانستان
، اقترب الأمريكيون من ضياء الحق وخاصه بعد انتخاب 
رونالد ريغان
 عام 1980.
[
15
]
 كثفت إدارة ريغان المساعدات العسكرية للبلاد التي بلغت أكثر من سبعة مليارات دولار.
[
16
]
 وفي الواقع، تدعم الدولتان المليشيات الجهادية لمواجهه الشيوعيين في البلد.
[
17
]
 يرى السياسي الفرنسي 
كريستوف جافرلوت
 ان الدعم الاميركي الذي يوصف بانه لا يشوبه شائبه مثل حاسم في الحفاظ علي سلطه الجنرال ضياء.
[
18
]
```

## النتائج المترتبه علي الانقلاب

### العسكرة والأسلمة
ولكي يضمن محمد ضياء الحق استمرار حكمه لفتره طويله، قام بإنشاء نظام عسكري غير مسبوق في تاريخ باكستان الذي اعتادت علي سلطه الجيش القوية. أعلن ضياء عداوته للطبقة السياسية كما حاول استبعادها من السلطة بتعيين خمس مدراء لقانون الاحكام العرفية في الاقاليم الاربعه والاراضي الشرقيه. كما عين أيضا ضباط عسكريين علي رأس الادارات المركزية وبالإضافة الي بعض المدنيين الموالين له مثل آغا شاهي
```
وغلام اسحاق خان. كما تم إنشاء حكومة مؤلفه من شخصيات سياسيه مدنيه ولكنها ليس لها دور فعال حيث يدير ضياء الحق البلاد فعليا من خلال توجيهاته لمن قام بتعينهم.
[
19
]
 بالإضافة إلي ذلك، تم استبدال العدالة المدنية بعدالة عسكري.
[
20
]
 وبعد اعدام رئيس الوزراء 
ذو الفقار علي بوتو
 ، اراد ضياء الحق اضفاء الطابع العسكري للسلطة واصدار قانون الاحكام العرفية عام 1979 بهدف منع انتقاد القوات المسلحة الأعمال السياسية. وبالرغم من ذلك، لم تمنع الاحزاب السياسية مباشره الا انها أصبحت خاضعه لإجراء تسجيل معقد.
[
21
]

اعتمد الرئيس ضياء الحق بشكل كبير علي الدين بحثا عن الشرعية. فقام بتبني سياسة مأسلمه غير مسبوقة في تاريخ دولة باكستان. ولتحقيق هذه الغاية، قام ضياء الحق عام 1981 بإنشاء جمعيه استشارية من زعماء الدين لإدارة سياسه البلاد.
[
21
]
 كما اعتمد أيضا علي مجلس الفكر الإسلامي الذي حاول من خلاله الحصول علي فتوي تنص علي معارضه النظام الانتخابي للدين ولكن بلا جدوي. ومع ذلك، كان ضياء الحق يحاول الاستفادة من فتوي اخري اصدرها المجلس بهدف حظر الاحزاب السياسية اثناء انتخابات 1985.
[
22
]
 قام ضياء الحق اثناء توليه الحكم بأسلمة النظام القضائي والتعليمي للبلاد، فضلا عن إنشائه للمحكمة 
الشرعية
 الفيدرالية
[
23
]
 وتغييره لقانون العقوبات الجنائي من عقوبة الجلد إلي الرجم وذلك للعلاقات الغير شرعيه والمشروبات الكحليه والمخدرات.
[
24
]
 كما قام بتطبيق عقوبة الإعدام في حاله الارتداد عن الدين. فرض ضياء أيضا نظاما دينيا بالمدارس وقام بتعزيز اتحاد طلابي اسلامي مسؤول عن عشرات الاغتيالات لمقاومه اليسار المسلح في حرم الجامعات.
[
25
]
 وفي النهاية، اضفي ضياء الحق الطابع الإسلامي أيضا علي الجيش مما سيؤدي الي تواطؤ دائم بين الحركات الإسلامية والعسكرية.
[
17
]
```

### القمع
```
إن القمع الذي يمارسه النظام العسكري بقياده الجنرال 
محمد ضياء الحق
 هو للأكثر عنفا في 
باكستان
 حيث انفرد ضياء الحق بإعدام الزعيم الذي أطاح به. كما قام آنذاك بتقييد حريه التعبير وحظر الأنشطة السياسية وانتقاد السلطات العسكرية. بينما استهدف هذا القمع في المقام الأول أعضاء 
حزب الشعب الباكستاني
 وخاصه السيدة نصرت بوتو أرملة 
ذو الفقار علي بوتو
 وابنته 
بينظير بوتو
 التي تم اعتقالهما عده مرات ووضعهما تحت الإقامة الجبريه.
[
26
]
 وفي عام 1978، لم يتردد الجيش في اطلاق النار علي حشد من المتظاهرين بسبب انتقال ضياء الحق إلى 
كراتشي
.
[
20
]
 وفي ذلك الوقت، تم سجن وتعذيب أكثر من ستاه آلاف شخص في مارس 1981 مما أسفر عن وفاه العديد من المحتجزين بما في ذلك الطلاب والنقابيين
[
26
]
 بما يعادل الف ومائتي قتيل ومائتي الف سجين.
[
27
]
```

### احتجاجات وسقوط
احتجت قطاعات مختلفة من المجتمع للثور علي النظام السياسي لمحمد ضياء الحق بما في ذلك الطلاب والنقابيون والحركات اليسارية الأخرى بالإضافة إلي المناطق الريفية حيث يحظى حزب الشعب الباكستاني بشعبية كبيرة. عقب وفاة ذو الفقار علي بوتو، تولت ابنته بنيظير بوتو منصب رئاسة حزب الشعب الباكستاني بعد فترة انتقالية لأرملته السيدة نصرت بوتو من توليها هذا المنصب. يعد حزب السياسي المنشئ لحركة استعادة الديمقراطية التي تأسست في الثامن من فبراير 1981والتي تضم تشكيلات اليسار الأخرى باستثناء القوميين من السند والاسلاميين من جماعة علماء الإسلام. زادت قوه الاحتجاجات بدءا من 1983وخاصة في المناطق الريفية بالسند. وفي نفس الوقت، يلجأ شقيق بنيظير مرتضي بوتو للحكومة الشيوعية بكابل مؤسسا منظمة مسلحة لمهاجمة النظام. قام بإطلاق صاروخ لاستهداف طائره الجنرال ضياء الحق عام 1981.
وفي ظل تصاعد الاحتجاجات يتعهد ضياء الحق مجددا في الثاني عشر من أغسطس 1983 باللجوء إلي الديمقراطية. وفي ديسمبر 1984, قام بتنظيم استفتاء قاطعته المعارضة التي تمثل 97.8% كما اجري انتخابات تشريعية في فبراير 1985. تم منع الأحزاب السياسية التي قاطعتها مجددا حركة استعادة الديمقراطية. ومن ناحية، إذا استعاده الانتخابات دور المدنيين ورفع الأحكام العرفية، يقوم الرئيس بالتصويت علي تعديل الدستور بمنحه سلطات كبيرة. يستطيع الرئيس الآن حل المجالس وإقالة رئيس الوزراء. ومع ذلك‘ سوف تنأي الجمعية الوطنية الجديدة بنفسها عن ضياء الحق وتسعي ان تكون سلطة معادية كما تطلب من الرئيس التخلي عن تراكماته مع واجبات قائد الجيش. وفي المقابل، يحل الجنيرال المجالس في التاسع والعشرين من مايو1988 ويقيل رئيس وزرائه محمد خان جونيجو. بينما وعد بإجراء انتخابات قبل نهاية العام الا انه قد وافته المنية إثر تحطم طائرته في السابع عشر من أغسطس 1988 بالقرب من بهاوليور. لم يتم الكشف عن أسباب تلك الكارثة. وفي السادس عشر من نوفمبر، تم إجراء الانتخابات التشريعية وتسليم السلطة إلي بينظير بوتو.

## تحليل
ان الانقلاب الذي قام به محمد ضياء الحق في 5يوليو 1977 هو الثاني في تاريخ باكستان وذلك عقب انقلاب اكتوبر 1958 بقياده أيوب خان وقبل انقلاب 12 أكتوبر 1999 الذي قام به برويز مشرف. وبالمثل، سيؤدي الانقلاب إلي نظام عسكري واستبدادي متمركز حول رئيس الجيش ويستمر أيضا ما يقرب من عشر اعوام. وبالتشابه مع سابقيه، يعتمد محمد ضياء الحق علي الفساد وعدم كفاءه السياسيين لتبرير استيلائه علي السلطة وهو الملاذ الوحيد الممكن لضمان وحده البلاد. ومع ذلك‘ هدأت احداث العنف قبل الانتخابات حيث اوشكت الحكومة والمعارضة علي التوصل لاتفاق عندما قرر ضياء الحق قيامه بالانقلاب. ذكر عده محللين بانه قد أصبح الاخير اولا وسيله للحفاظ علي مصالح الجيش.
وبالسير علي نهج أيوب خان، أعلن ضياء الحق الاحكام العرفية وقمع الأحزاب السياسية راغبا في استبعاد النخبة القديمة لصالح الضباط العسكريين الذين قام باختيارهم. ثم بدأ بعسكره الدولة واضفاء الطابع المؤسسي للعسكريين. ترافق هذه السياسة المعاملة التفضيلية المعتاده للضباط من الرتب العاليه. خلال نظامه، سوف يمنح ضياء الحق أكثر من 180 الف فدان ل5,538عسكريا. كماسمح ضياء الحق بتدخل عسكري قوي في الشؤون السياسية التي لعبت غالبا دورا حاسما بشكل مباشر أو غير مباشر. ومن هنا، تبين نجاح الانقلاب المتمثل في وحده وولاء القيادة العسكرية وارتباطها بالتسلسل القيادي. كما تلاحظ عائشة صدق أيضا ان ميل الجيش نحو الأيديولوجية المحافظة للمعارضة المتضررة من انتخابات 1977 لعب دورا مثل قلق الجنرالات من رؤيه الاحتجاجات المستمره طويلا وتقويض الانضباط العسكري.
ومع ذلك، يوجد اختلافات جليه بين هذا الانقلاب والاثنين الاخرين بباكستان علي مدار القرن العشرين. اولا، ذكر الباحث الفرنسي كريستوف جافرلوت بانه لا تنجم قوه الانقلاب عن رغبه العسكريين في اداره البلاد علي نحو مستدام، حيث كانوا يبحثون اولا عن الدفاع عن مصالحهم المهدده بظهور زعيم مدني قوي. وفضل عن ذلك، لم يؤسس ضياء الحق إستراتيجيه سياسيه واضحه كما يبدو بأنه يهدف إلي تحسين ممارسته للسلطة والمماطلة والمضي قدما في النوبات والبدايات. يتمثل الاختلاف الرئيسي الآخر بالإضافة إلي القيادتين العسكريتين في الاستراتيجيه الدينيه التي دعي ضياء الحق لشرعيتها متبعا سياسه ذات طابع إسلامي التي ستغير المجتمع الباكستاني علي نحو مستدام. ولفعل ذلك، يعتمد ضياء الحق علي الحزب الإسلامي المعارض لعلي بوتو وخاصه الجماعة الإسلامية. كانت أعمال العنف التي شهدتها البلاد غير مسبوقه في تاريخ باكستان. ذكر الناشط لحقوق الإنسان ابن عبد الرحمن قائلا: (لا يعيش الشعب الباكستاني اليوم علي خلفيه ما رسمه محمد علي جناح ولكن يعيش وفقا لما اسسه محمد ضياء الحق)